# Serguéi Shchegléiev
Serguéi Serguéievich Shchegléiev (o Shchegleev, Stchegleev, Stschegleew) (transliteración del cirílico: Серге́й Серге́евич Щегле́ев) (1820 - 1859 ) fue un botánico ruso, doctor en botánica y profesor asociado en el Departamento de Botánica de la Universidad de Járkov.
Especialista taxónomo de la familia Epacridaceae, con énfasis en Leucopogon. Publicaba habitualmente en Bulletin de la Société Impériale des Naturalistes de Moscou.

## Biografía
Se graduó en la Facultad de Física y Matemática de la Universidad Estatal de Moscú, y en 1843, como candidato de grado entró al servicio. Al mismo tiempo que estaba mucho más involucrado en botánica, fue curador designado de colecciones botánicas, dejó el servicio y se dedicó por entero a la actividad científica.
Defendió en 1854, la tesis de maestría, en la Facultad de Física y Matemática. Había elaborado una rica colección de plantas recolectadas por Karelin en los años 1842-1844 y sirvió como material para su tesis. Los resultados de este tratamiento, publicado en la extremadamente rara edición de la universidad, llamado "Suplemento a la flora de Altai. Razonamiento, escrito para la Maestría de la botánica ". En el prefacio, escrito en francés, Schegleev informa que en su mano estaba un material enorme recogido Karelin y concluye en 1564 especies, pero no proporciona una lista general, y en un capítulo aparte, escrita en latín, y que lleva un título muy largo "Transferencia de plantas Altai regiones y desiertos Dzungarian, Alteza Karelin en los años 1842, 1843 y 1844. Suplemento al Karelin y Kirílov siguientes plantas, recogidas en las áreas de Altai y vecinos en 1840, y en los desiertos del este de Dzhungaria y Alpine Ridge encabeza Ala-Tau en 1841 de "enumera las nuevas plantas que no están en la lista anterior Karelin y Kirílov o dichas especies en la determinación de que se aparte de los autores nombrados. Tales plantas en la lista fue 386 especies; Este número incluye recogida en Tarbagatai, Tau, Irtysh, en realidad Altái y el lago Zaisan-Nor. Las nuevas especies descritas en los dieciséis (algunos de ellos están ahora desacreditadas)
En Járkov, aprobó el examen de doctorado, y en 1858 defendió su tesis para el grado de Doctor en Ciencias, titulado "Examen de la familia Epacridex".

## Algunas publicaciones

### Libros
- 1848. Notice sur la Saussurea karelinii. Bull. de la Société Imperiale des Naturalistes de Moscou XXI

- 1851. Description de quelques plantes du Caucase nouvelles ou peu connues. Bull. de la Société Impériale des Naturalistes de Moscou 4

- 1853. Notice sur quelques nouvelles plantes du Caucase. Bull. de la Société Impériale des Naturalistes de Moscou 2 — material para este artículo se recabó en la colección Kovalensky del Cáucaso, y se describen 6 nuevas, desconocidas, especies

- 1854. Enumeratio plantarum, in regionibus Altaicis et in desertis Soongoriae … a G. Karelin annis 1842, 1843 et 1844 collectarum. Bull. de la Société Impériale des Naturalistes de Moscou 1

- 1859. Descriptio Epacridearum novarum. Bull. de la Société Impériale des Naturalistes de Moscou 1 extracto de la tesis doctoral de Schegleeva que lamentablemente no tuvo tiempo de imprimir durante su vida; se publicó después de su muerte.

## Honores
- 1848: electo miembro de la Sociedad Imperial de Naturalistas de Moscú
- La abreviatura «Stschegl.» se emplea para indicar a Serguéi Shchegléiev como autoridad en la descripción y clasificación científica de los vegetales.[3]